# 昼サテ
『昼サテ』（ひるサテ）は、テレビ東京系列で2019年1月4日から平日昼前に放送されているニュース番組。

## 概要
『Mプラス 11』を改題する形で放送開始したもので、これによって、テレビ東京の平日に放送されているニュース番組のタイトルは『ニュースモーニングサテライト』『ゆうがたサテライト』『ワールドビジネスサテライト』と同じ『サテライト』に、事実上統一された。
この番組は、この時間までに入ってきた政治や経済、そして海外の出来事をいち早く伝え、また午前に取引されたマーケット（東京株式市場）の動きを分析し、投資戦略の参考になる情報を伝える。
『Mプラス 11』時代と同様、祝日と重なる場合は休止され、昼頃に代替の『TXNニュース』が放送される。
2019年7月1日放送分からテロップがテレビ東京がYoutubeで配信している「テレ東NEWS」に使われているのと同じものになり、当番組のニュースと天気も配信されている。
2021年3月29日放送分からは、同日からテレビ東京の報道番組のフォーマットがYouTubeで配信している「テレ東NEWS」からテレビ東京が運営する経済動画配信サービス「テレ東BIZ」に一新されたことからテロップ類とスタジオセットが再び一新された（テロップについても「テレ東BIZ」と同様のものを使用）。
2022年10月3日放送分よりテレ東BIZでのライブ配信と追っかけ配信がスタートした。従来テレ東のみで放送された11時30分から11時35分はテレ東BIZでのライブ配信のみとなり、TXN系列6局は全て11:30での終了となった。

## 出演者
職業（肩書）の無い人物は、出演時点でテレビ東京アナウンサー（前田は出演当時）。

### 現在

#### キャスター
- 狩野恵里 / 月・火⇒月・水⇒木 - 2020年3月30日から担当[5]
- 繁田美貴 / 火・木⇒月・隔週火⇒月・火⇒月 - 2021年3月30日から担当
- 島田弘久 / 隔週火・水⇒水 - 2022年4月から担当
- 末武里佳子 / 木・金→金 - 2020年1月から担当
- 藤井由依 / 火 - 2024年7月から担当

#### 日経CNBC発!マーケット情報担当
2023年4月現在
MC
- 曽根純恵（日経CNBCキャスター）

コメンテーター
- 鈴木亮（日本経済新聞編集委員） - 月
- 平野憲一（証券アナリスト、日経CNBCコメンテーター） - 火・木・金
- 和島秀樹（経済ジャーナリスト、日経CNBCコメンテーター） - 水

※平野は火・木は電話出演、金はスタジオ出演。

### 過去

#### キャスター
- 松丸友紀 / 月・火 - 番組開始から2019年3月まで担当。
- 前田真理子 / 水 - 金 - 番組開始から2019年12月まで担当。
- 水原恵理 / 月・火→月 - 水 - 2019年4月から2020年3月まで担当。
  - 2013年4月 - 9月27日のMプラス 11キャスターを担当以来に約5年半ぶりにこの枠に復帰した。
- 倉野麻里 / 水・木 - 2020年4月2日から4月9日まで担当
  - 新型コロナウイルス肺炎の感染防止策による勤務態勢のため、同年4月15日から板垣龍佑へ交代した[6][7][8]。
- 板垣龍佑 / 水・木 - 2020年4月15日から2021年3月25日まで担当。

### 変遷
| 期間      | 期間       | 月曜     | 火曜              | 水曜       | 木曜       | 金曜       |
| --------- | ---------- | -------- | ----------------- | ---------- | ---------- | ---------- |
| 2019.1.4  | 2019.3.29  | 松丸友紀 | 松丸友紀          | 前田真理子 | 前田真理子 | 前田真理子 |
| 2019.4.1  | 2019.12.27 | 水原恵理 | 水原恵理          | 前田真理子 | 前田真理子 | 前田真理子 |
| 2020.1.6  | 2020.3.27  | 水原恵理 | 水原恵理          | 水原恵理   | 末武里佳子 | 末武里佳子 |
| 2020.3.30 | 2020.4.10  | 狩野恵里 | 狩野恵里          | 倉野麻里   | 倉野麻里   | 末武里佳子 |
| 2020.4.13 | 2021.3.26  | 狩野恵里 | 狩野恵里          | 板垣龍佑   | 板垣龍佑   | 末武里佳子 |
| 2021.3.29 | 2022.4.1   | 狩野恵里 | 繁田美貴          | 狩野恵里   | 繁田美貴   | 末武里佳子 |
| 2022.4.4  | 2023.3.31  | 繁田美貴 | 繁田美貴 島田弘久 | 島田弘久   | 狩野恵里   | 末武里佳子 |
| 2023.4.3  | 2024.6.28  | 繁田美貴 | 繁田美貴          | 島田弘久   | 狩野恵里   | 末武里佳子 |
| 2024.7.1  | 現在       | 繁田美貴 | 藤井由依          | 島田弘久   | 狩野恵里   | 末武里佳子 |

## 番組の流れ
『Mプラス 11』終了時点の番組構成をそのまま受け継いでいる。
| 時刻     | コーナー       | 備考 |
| -------- | -------------- | --- |
| 11:13    | オープニング   | オープニングタイトルCGの後、スタジオに映像が切り替わりメインキャスターが「こんにちは。○月○日×曜日、『昼サテ』です」と挨拶。その後、日経平均株価や為替の現時点での値を伝える。 |
| 11:14頃  | ニュース       | 最新の一般ニュースをストレートニュース形式で伝える。 日によっては11:20頃からはフラッシュニュース形式となる。 |
| 11:24頃  | 天気予報       | メインキャスターが当日午後の全国の予報と週間予報を伝える。通常は天気カメラの中継映像をバックに伝えるが、大雨や台風などの情報がある時はそれらの被害地の映像をバックに行う場合もある。 |
| 11:27頃  | マーケット情報 | 午前の東証市場の動きを解説者と電話をつないで日経CNBCのスタジオから伝える。 ここから11:30まで画面下部に日経平均株価や為替の現時点の値が表示される。 11:30直前に、11:30でネットを終える地域に配慮してマーケットキャスターが「ここまでマーケットでした」と言っている（言わない場合もある）。 ここで地上波が飛び降り。各局ステブレレスで後続番組に接続する。 |
| 11:30    | マーケット情報 | ここからテレ東BIZでの配信。11:30になったところでマーケットキャスターが「時刻は11時30分、午前の終値を確認します」と言ったのに続いて日経平均株価の前引け（前場終値）を速報する。ここからエンディング直前まで東証225銘柄の株価を画面下部に表示する（表示し終えた後には「株価情報はデータ放送でご覧いただけます」というテロップが画面下部に表示される）。 前引け速報の後は、以下の曜日コーナーを放送。 ヴェリタスの扉（月曜） 前日の日曜日に発行される「日経ヴェリタス」の主な記事の紹介。日経ヴェリタス編集部の担当者が解説する。 セクター最前線（火曜） 株式市場の各セクターの動向を日本経済新聞の記者が解説する。 東証アローズ中継（水曜〜金曜） 東証アローズにいる日経CNBC経済解説部所属のコメンテーターと繋いで今後の市場見通しを展望する。 曜日コーナーの後は当日（月曜日の場合は当週）の予定を紹介し、マーケットキャスターが「ここまで日経スタジオからお伝えしました」と言ってマーケット情報パートを終える。 |
| 11:34.45 | エンディング   | テレビ東京のスタジオに戻り、メインキャスターが日経平均株価の午前の終値を改めて伝えた後「以上この時間のニュースをお伝えしました」と言って一礼し終了する。 |
| 11:35    | 番組終了       | |

## 放送中止の備考

### 2021年
- 7月29日・8月4日 : 『東京オリンピック』中継のため中止。オリンピック中継の中で『TXNニュース』を放送した。

## ネット局と放送時間
| 放送対象地域   | 放送局                | 系列           | 放送時間          |
| -------------- | --------------------- | -------------- | ----------------- |
| 関東広域圏     | テレビ東京（TX）      | テレビ東京系列 | 平日11:13 - 11:30 |
| 北海道         | テレビ北海道（TVh）   | テレビ東京系列 | 平日11:13 - 11:30 |
| 愛知県         | テレビ愛知（TVA）     | テレビ東京系列 | 平日11:13 - 11:30 |
| 大阪府         | テレビ大阪（TVO）     | テレビ東京系列 | 平日11:13 - 11:30 |
| 岡山県・香川県 | テレビせとうち（TSC） | テレビ東京系列 | 平日11:13 - 11:30 |
| 福岡県         | TVQ九州放送（TVQ）    | テレビ東京系列 | 平日11:13 - 11:30 |
| ネット配信     | テレ東BIZ             | テレビ東京系列 | 平日11:13 - 11:35 |

### 祝日以外での特別編成
- 2019年4月1日：新元号発表に関するニュースのため11:50まで[14]時間を拡大して放送した。
- 2019年4月29日 - 5月3日・同月6日：ゴールデンウィーク期間の休日編成のため休止[15][16]。
- 2019年12月30日 - 2020年1月3日・2020年12月28日 - 2021年1月1日：年末年始特別編成のため休止。
- 2021年7月29日・8月4日 - 7:50 - 23:00に東京オリンピック中継を放送[17]のため休止。
- 2021年12月28日 - 31日、2022年1月3日：年末年始特別編成のため休止。